# Marc Cohn

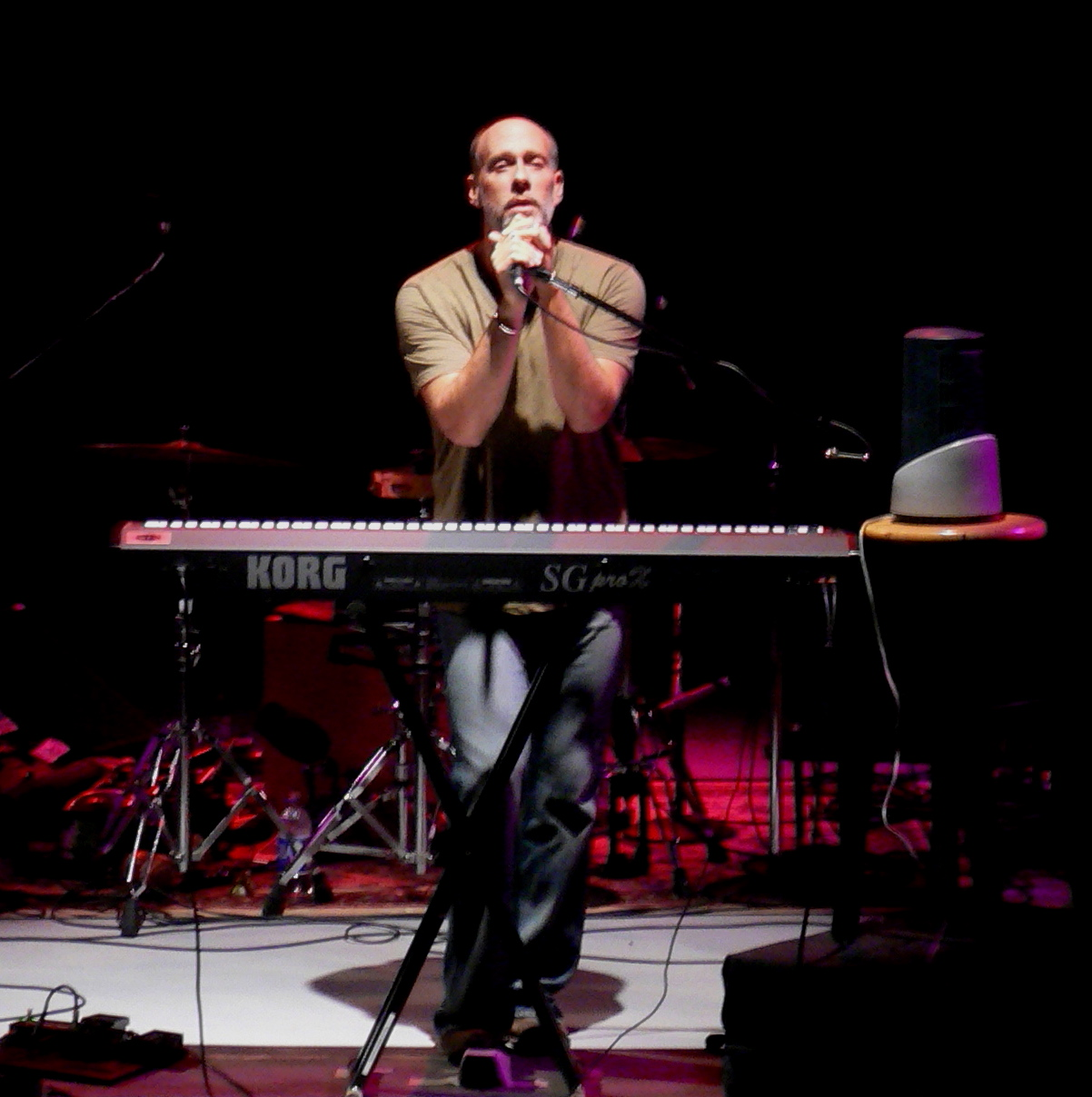
Marc Cohn am Keyboard (Juli 2005)

Marc Cohn (* 5. Juli 1959 in Cleveland, Ohio) ist ein US-amerikanischer Singer-Songwriter.

## Leben
Cohn wuchs in Cleveland auf, wo seine Eltern eine Apotheke betrieben. Marc Cohns Mutter starb, als er zwei Jahre alt war. Sein Vater heiratete ein zweites Mal, starb aber schon, als Cohn zwölf Jahre alt war. Vieles aus seiner Kindheit floss später in seine Lieder ein (so handelt z. B. Silver Thunderbird von seinem Vater und dessen Auto, Ghost Train und Mama's in the Moon vom Verlust seiner Mutter, sowie Rest for the Weary vom Kampf seiner Eltern um ihre Existenz).
Von 2002 bis 2014 war Marc Cohn mit Elizabeth Vargas (* 1962), einer Journalistin für ABC NEWS, in zweiter Ehe verheiratet. Sie haben zwei Söhne (geboren 2003 und 2006). Marc Cohn hat zwei weitere Kinder aus seiner ersten Ehe mit Jennifer George.
Cohn machte außerhalb seiner Musikkarriere Schlagzeilen, als er am 8. August 2005 einen Kopfschuss überlebte. Auf dem Heimweg von einem Konzert mit Suzanne Vega in Denver wurde sein Tour-Van beim Verlassen des Parkhauses von einem Verbrecher aufgehalten, der auf der Flucht vor der Polizei ein Fluchtauto brauchte. Um eine Kaperung oder sogar Geiselnahme zu verhindern, versuchte der Fahrer dem Mann auszuweichen, wobei dieser mehrere Schüsse auf den Van abgab. Ein Schuss durchschlug die Windschutzscheibe, streifte den Fahrer und blieb schließlich in der Schläfe von Cohn stecken, ohne in den Schädel einzudringen. Cohn trug keine schweren Verletzungen davon und musste nur kurz ambulant behandelt werden.

## Musikalischer Werdegang
Fasziniert von Songschreibern wie Jackson Browne, Van Morrison, Joni Mitchell und vor allem Paul Simon, erlernte Cohn Gitarre und Piano und trat bereits zu Studienzeiten in kleinen Cafés und Restaurants auf. Seinen ersten Achtungserfolg erzielte er dadurch, dass er bei Tracy Chapmans Tournee 1989 als Keyboarder mitreiste. Kurz darauf bekam er einen eigenen Plattenvertrag. International bekannt wurde er 1991 mit dem Hit Walking in Memphis seines Debütalbums Marc Cohn. Im selben Jahr erhielt er den Grammy als Best New Artist. Außerdem wurde ihm in Dortmund für Walking in Memphis der Löwe von Radio Luxemburg in Bronze verliehen.
1993 veröffentlichte er das Nachfolgealbum The Rainy Season.
Private Probleme wie z. B. die Trennung von seiner ersten Frau kennzeichneten die Aufnahmen des eher düsteren Albums Burning the Daze (1998). Cohn kämpfte danach für eine längere Zeit mit einer Schreibblockade, so erschien 2005 nur ein Livealbum, Marc Cohn Live: Limited Edition EP, ohne neues Liedmaterial.
Der oben genannte Überfall in Denver sowie die schockierenden Bilder der Zerstörungen durch Hurrikan Katrina lösten diese Blockade schließlich. Nach neun Jahren Pause erschien im Herbst 2007 sein viertes Studio-Album Join the Parade, das beide Erlebnisse in mehreren Liedern behandelt.
Im Jahre 2010 veröffentlichte er die CD Listening Booth: 1970 mit Coverversionen von Liedern des Jahres 1970 – dem Jahr, das entscheidend für seine musikalische Identitätsfindung war. Auf Listening Booth: 1970 werden u. a. Songs von Cat Stevens, John Lennon, Paul McCartney, Paul Simon, J. J. Cale, Smokey Robinson, Jerry García, Van Morrison und John Fogerty durch Cohn in seinem Stil neu interpretiert.
Ende 2014 veröffentlichte Cohn „The Coldest Corner in the World“, den Titelsong des Dokumentarfilms „Tree Man“.
Am 25. März 2016 wurde, zur Feier des 25. Jahrestages der Veröffentlichung seines Debüt-Albums, „Careful What you Dream: Lost Songs and Rarities“ zusammen mit dem Bonus-Album „Evolution of a Record“ herausgebracht. Es enthält 12 Songs, die alle aus der Zeit vor „Walking in Memphis“ stammen.

## Diskografie

### Studioalben
| Jahr | Titel                 | Höchstplatzierung, Gesamtwochen, AuszeichnungChartplatzierungen (Jahr, Titel, Platzierungen, Wochen, Auszeichnungen, Anmerkungen) | Höchstplatzierung, Gesamtwochen, AuszeichnungChartplatzierungen (Jahr, Titel, Platzierungen, Wochen, Auszeichnungen, Anmerkungen) | Höchstplatzierung, Gesamtwochen, AuszeichnungChartplatzierungen (Jahr, Titel, Platzierungen, Wochen, Auszeichnungen, Anmerkungen) | Höchstplatzierung, Gesamtwochen, AuszeichnungChartplatzierungen (Jahr, Titel, Platzierungen, Wochen, Auszeichnungen, Anmerkungen) | Höchstplatzierung, Gesamtwochen, AuszeichnungChartplatzierungen (Jahr, Titel, Platzierungen, Wochen, Auszeichnungen, Anmerkungen) | Anmerkungen                                                    |
| Jahr | Titel                 | DE | AT | CH | UK | US | Anmerkungen                                                    |
| ---- | --------------------- | --- | --- | --- | --- | --- | -------------------------------------------------------------- |
| 1991 | Marc Cohn             | DE14 Gold · (23 Wo.)DE | AT36 (1 Wo.)AT | CH23 (4 Wo.)CH | UK27 Gold · (20 Wo.)UK | US38 Platin · (63 Wo.)US | Erstveröffentlichung: 12. Februar 1991                         |
| 1993 | The Rainy Season      | DE60 (9 Wo.)DE | — | CH39 (1 Wo.)CH | UK24 (3 Wo.)UK | US63 (15 Wo.)US | Erstveröffentlichung: 25. Mai 1993                             |
| 1998 | Burning the Daze      | DE64 (5 Wo.)DE | — | — | — | US114 (6 Wo.)US | Erstveröffentlichung: 17. März 1998                            |
| 2007 | Join the Parade       | — | — | — | — | — | Erstveröffentlichung: 9. Oktober 2007                          |
| 2010 | Listening Booth: 1970 | DE86 (1 Wo.)DE | — | — | — | US28 (5 Wo.)US | Erstveröffentlichung: 20. Juli 2010                            |
| 2019 | Work to Do            | — | — | — | — | — | Erstveröffentlichung: 9. August 2019 mit Blind Boys of Alabama |

### Livealben / EPs
- 2004: Marc Cohn Live: Special Limited Edition EP
- 2005: Marc Cohn Live 04/05 (EP)
- 2008: Join the Parade: Live EP

### Kompilationen
- 2006: The Very Best of Marc Cohn
- 2016: Careful What you Dream: Lost Songs and Rarities

### Singles
| Jahr | Titel Album                             | Höchstplatzierung, Gesamtwochen, AuszeichnungChartplatzierungen (Jahr, Titel, Album, Platzierungen, Wochen, Auszeichnungen, Anmerkungen) | Höchstplatzierung, Gesamtwochen, AuszeichnungChartplatzierungen (Jahr, Titel, Album, Platzierungen, Wochen, Auszeichnungen, Anmerkungen) | Höchstplatzierung, Gesamtwochen, AuszeichnungChartplatzierungen (Jahr, Titel, Album, Platzierungen, Wochen, Auszeichnungen, Anmerkungen) | Höchstplatzierung, Gesamtwochen, AuszeichnungChartplatzierungen (Jahr, Titel, Album, Platzierungen, Wochen, Auszeichnungen, Anmerkungen) | Höchstplatzierung, Gesamtwochen, AuszeichnungChartplatzierungen (Jahr, Titel, Album, Platzierungen, Wochen, Auszeichnungen, Anmerkungen) | Anmerkungen                         |
| Jahr | Titel Album                             | DE | AT | CH | UK | US | Anmerkungen                         |
| ---- | --------------------------------------- | --- | --- | --- | --- | --- | ----------------------------------- |
| 1991 | Walking in Memphis Marc Cohn            | DE25 (19 Wo.)DE | — | — | UK22 Platin · (9 Wo.)UK | US13 (23 Wo.)US | Erstveröffentlichung: März 1991     |
| 1991 | Silver Thunderbird Marc Cohn            | DE87 (3 Wo.)DE | — | — | UK54 (3 Wo.)UK | US63 (8 Wo.)US | Erstveröffentlichung: Juli 1991     |
| 1991 | True Companion Marc Cohn                | — | — | — | — | US80 (5 Wo.)US | Erstveröffentlichung: Oktober 1991  |
| 1991 | Ghost Train Marc Cohn                   | DE74 (4 Wo.)DE | — | — | — | — | Erstveröffentlichung: November 1991 |
| 1993 | Walk Through the World The Rainy Season | DE51 (16 Wo.)DE | — | — | UK37 (3 Wo.)UK | — | Erstveröffentlichung: Mai 1993      |

Weitere Singles
- 1986: The Heart of the City
- 1991: 29 Ways
- 1992: Strangers in a Car
- 1993: Paper Walls
- 1993: The Rainy Season
- 1995: Turn on Your Radio
- 1998: Already Home
- 1998: Healing Hands
- 1998: Lost You in the Canyon
- 2007: Listening to Levon
- 2010: Look at Me
- 2010: Wild World
- 2014: The Coldest Corner in the World
- 2019: Work to Do

## Auszeichnungen für Musikverkäufe
| Goldene Schallplatte - Australien - 1998: für das Album Marc Cohn - Kanada - 1991: für das Album Marc Cohn | Platin-Schallplatte - Dänemark - 2022: für die Single Walking in Memphis 2× Platin-Schallplatte - Neuseeland - 2024: für die Single Walking in Memphis |

Anmerkung: Auszeichnungen in Ländern aus den Charttabellen bzw. Chartboxen sind in ebendiesen zu finden.
| Land/RegionAuszeichnungen für Musikverkäufe (Land/Region, Auszeichnungen, Verkäufe, Quellen) | Gold     | Platin     | Verkäufe  | Quellen           |
| -------------------------------------------------------------------------------------------- | -------- | ---------- | --------- | ----------------- |
| Australien (ARIA)                                                                            | Gold1    | —          | 35.000    | aria.com.au       |
| Dänemark (IFPI)                                                                              | —        | Platin1    | 90.000    | ifpi.dk           |
| Deutschland (BVMI)                                                                           | Gold1    | —          | 150.000   | musikindustrie.de |
| Kanada (MC)                                                                                  | Gold1    | —          | 50.000    | musiccanada.com   |
| Neuseeland (RMNZ)                                                                            | —        | 2× Platin2 | 60.000    | radioscope.co.nz  |
| Vereinigte Staaten (RIAA)                                                                    | —        | Platin1    | 1.000.000 | riaa.com          |
| Vereinigtes Königreich (BPI)                                                                 | Gold1    | Platin1    | 700.000   | bpi.co.uk         |
| Insgesamt                                                                                    | 4× Gold4 | 5× Platin5 |           |                   |